# LOIC
LOIC (acronimo per Low Orbit Ion Cannon lett. "cannone a ioni in orbita bassa") è un software open source, scritto in C#, per generare grandi quantità di traffico di rete (richieste) verso un sistema target e testare la sua risposta sotto carico. LOIC è stato sviluppato inizialmente da Praetox Technologies, ma successivamente è stato distribuito come software di pubblico dominio.
Il nome Low Orbit Ion Cannon è stato ispirato da un'arma immaginaria inventata nella serie di videogiochi Command & Conquer.
Nonostante le ottime prestazioni del software, oggi è difficile che da solo riesca a occupare le porte di un server fino a renderlo inagibile.

## Uso
LOIC, quando utilizzato da numerose persone contemporaneamente, effettua un attacco di tipo distributed denial-of-service (DDoS) contro un IP vittima inondando il server con pacchetti TCP, UDP o richieste HTTP, nell'intento di interrompere il servizio di un particolare host. Il funzionamento di LOIC, quindi, si basa sul contributo di volontari che, coordinandosi tra loro con altri sistemi (ad esempio: chat, forum, ecc), possono emulare una botnet.

### Contromisure
Esperti di sicurezza citati dalla BBC affermano che un firewall ben configurato può filtrare la maggior parte del traffico prodotto dall'attacco DDoS di LOIC, quindi impedendo a tali attacchi di essere realmente efficaci.
Le fonti dell'attacco DDoS, inoltre, sono facilmente rintracciabili con l'uso di un IPS, almeno durante le prime fasi dell'attacco: è pertanto possibile una rivalsa legale nei confronti dei singoli utilizzatori di LOIC da parte delle vittime dell'attacco. Il percepito senso di sicurezza ed impunità nell'utilizzare questo strumento per compiere attacchi informatici deriva forse dal fatto che, a causa del numero particolarmente elevato di utilizzatori, il singolo utente risulta "nascosto tra la folla" e la probabilità che venga incriminato è bassa.

## Vittime di LOIC
1. LOIC è stato utilizzato da Progetto Chanology, un gruppo derivato dagli Anonymous, per attaccare il sito web di Scientology, e dagli stessi Anonymous per attaccare con successo il sito web della Recording Industry Association of America nell'ottobre del 2010,[5] e di nuovo durante l'operazione Payback nel dicembre 2010 per attaccare i siti web di società e organizzazioni che hanno osteggiato WikiLeaks.
2. In data 21 aprile 2011 un attacco LOIC è stato lanciato contro la Sony inizialmente creduto essere attribuibile al gruppo Anonymous a causa delle vicende giudiziali portate avanti da Sony contro GeoHot ed altri hacker coinvolti nella scoperta del jailbreak della PlayStation 3 di proprietà Sony ma poi smentito dallo stesso gruppo.[6][7][8]
3. In data 19 gennaio 2012 il gruppo di hacker Anonymous ha lanciato un attacco LOIC ha colpito i siti web delle organizzazioni che negli USA difendono i diritti d'autore per la cinematografia (Mpaa) e la musica (Riaa). L'attacco è stato effettuato in seguito alla chiusura del sito Megaupload da parte dell'FBI.

### Boom dei download
Fra l'8 ed il 10 dicembre 2010 è stato scaricato più di 40.000 volte.

## Versione JavaScript
Di recente è stata pubblicata una versione di LOIC in JavaScript per essere usata all'interno di un browser.